# Egbert Ludwig Wolf

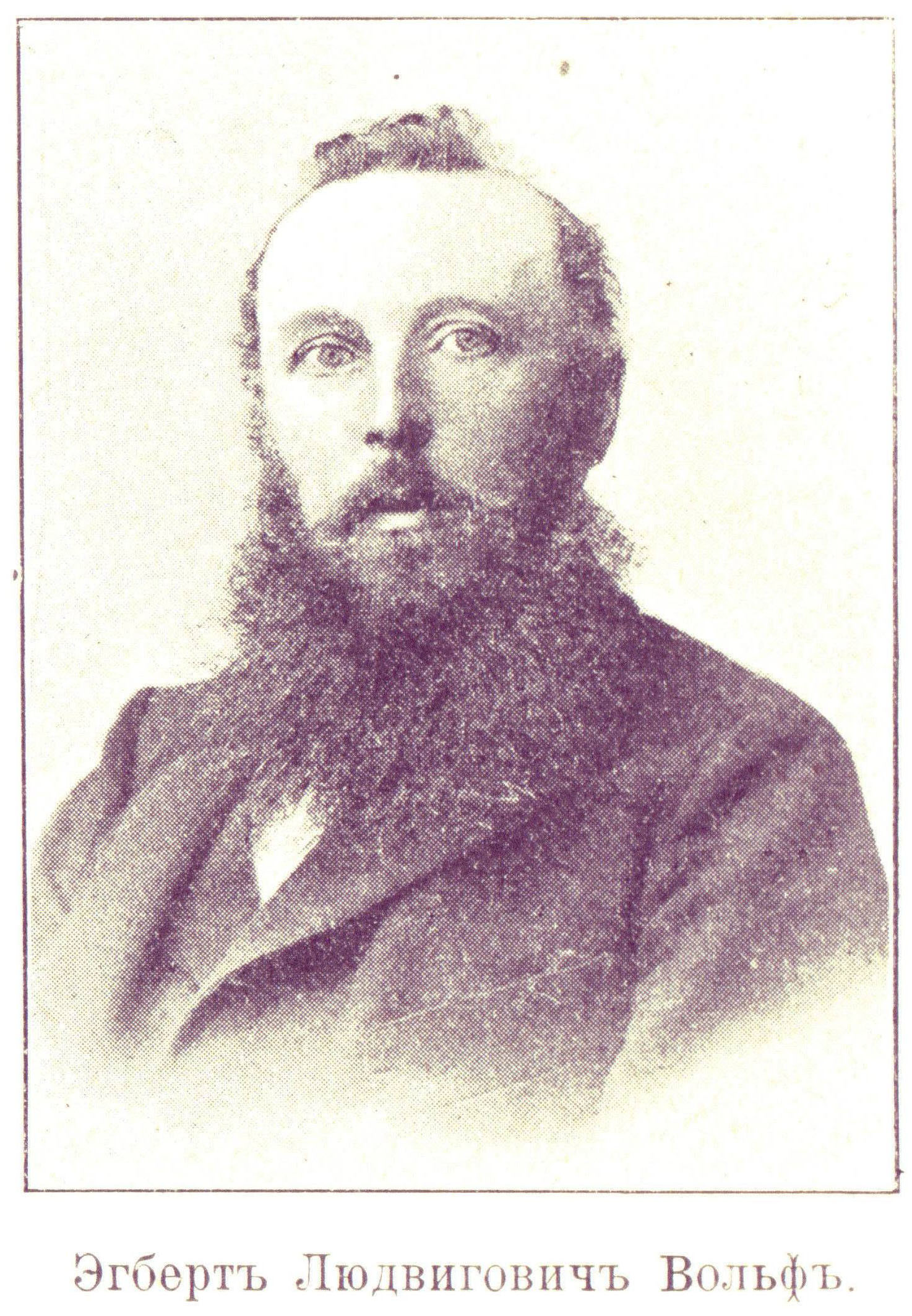
Egbert Ludwig Wolf (1907)

Egbert Ludwig Wolf (* 5. September 1860 in Berlin; † 8. Februar 1931) war ein deutscher, später russischer Gärtner und Botaniker. Sein offizielles botanisches Autorenkürzel lautet „E. L. Wolf“.

## Leben
Wolf war der Sohn eines Musikinstrumentenbauers. Nach dem Besuch eines Realgymnasiums absolvierte er 1876–1879 eine Gartenbaulehre am Königlich Botanischen Garten in Berlin. Ein 1879 begonnenes Studium in Proskau musste er aus finanziellen Gründen abbrechen.
Einer Einladung durch Eduard August von Regel folgend, übersiedelte Wolf 1882 nach Russland und arbeitete als Gärtner am Kaiserlichen Botanischen Garten in St. Petersburg. Ab 1886 war er in verschiedenen Funktionen, unter anderem auch als Dozent, an einer forstlichen Hochschule tätig, die bis 1914 Forstinstitut St. Petersburg hieß, dann bis 1924 Forstinstitut Petrograd, bis 1929 Forstinstitut Leningrad sowie ab 1930 Forsttechnische Akademie Leningrad.
1896 wurde Wolf russischer Staatsbürger; er verlor jedoch 1922 die russische Staatsbürgerschaft, wahrscheinlich wegen eines Verstoßes gegen Reiseauflagen. Sein Grabmal befindet sich im Park der Forsttechnischen Akademie in St. Petersburg.

## Wirken
Wolf arbeitete wissenschaftlich vor allem zu Themen der Dendrologie. Er unterhielt von Russland aus enge Kontakte zu deutschen Dendrologen wie E. Koehne, C. K. Schneider und H. Zabel. Wolf publizierte mehr als 200 Bücher, Buch- und Zeitschriftenbeiträge, vor allem zur Dendrologie und systematischen Botanik. Er hat rund 50 Pflanzennamen neu geschaffen – viele davon für infraspezifische Sippen von Gehölzen, die in Leningrad kultiviert wurden. Wolf unternahm Anbauversuche mit etwa 2800 Baum- und Strauch-Arten.

## Ehrungen
Zu den Gehölzsippen, die von anderen Botaniker zu Ehren von Egbert L. Wolf benannt wurden, gehört die Flieder-Art Syringa wolfii.